# Anywhere for You
Anyhwhere for You è un brano della band statunitense Backstreet Boys, estratto come quinto singolo dall'album di debutto Backstreet Boys.

## Tracce

### CD1
1. Anywhere for You - 4:40
2. I'll Never Find Someone Like You - 4:23
3. Anywhere for You (Spanish Version) - 4:50
4. Happy Valentine (European Bonus Track)
5. We've Got It Goin' On (Marcus Mix) (Asian Bonus Track)

### CD2
1. Anywhere for You - 4:40
2. Let's Have A Party - 3:49
3. We've Got It Goin' On (Amadin Club Mix) - 6:33

### Promo
1. Anywhere for You (Edit)
2. Anywhere for You (LP Version)

## Video
Il video musicale di "Anywhere for You" vede la band in una spiaggia di Miami, Florida giocare a volley e andare sulle biciclette.

## Classifiche
| Classifica (1997)               | Posizione più alta |
| ------------------------------- | ------------------ |
| Austrian Singles Chart          | 7                  |
| Begium (Flanders) Singles Chart | 20                 |
| Belgium (Walonia) Singles Chart | 8                  |
| Dutch Singles Chart             | 7                  |
| German Singles Chart            | 3                  |
| Irish Singles Chart             | 16                 |
| Norwegian Singles Chart         | 15                 |
| Swedish Singles Chart           | 18                 |
| Swiss Singles Chart             | 3                  |
| UK Singles Chart                | 4                  |

## Curiosità
- Alcune parti del video di Anywhere For You sono state usate per il video musicale di Non Puoi Lasciarmi Così (la versione italiana di Quit Playin' Games (With My Heart)).
- Di Anywhere for You è stata registrata anche una versione spagnola a Zurigo dal titolo Donde Quieras Yo Ire.